# Republica Sovietică Socialistă Kazahă
Republica Sovietică Socialistă Kazahă (în kazahă Қазақ Советтік Социалистік Республикасы era una dintre republicile constituente ale Uniunii Sovietice, a doua ca suprafață din Uniune, situată în Asia Centrală. Capitala este Alma-Ata, (în zilele noastre Almatî).
Numele țării este dat de populația majoritară kazahă – nomazi turcici, care au pus bazele unui puternic hanat în regiune, mai înainte de perioada de dominație țaristă și sovietică. Primul cosmodrom sovietic, (în zilele noastre închiriat de Federația Rusă, cunoscut sub numele de Cosmodromul Baikonur) este situat la Tyuratam, tot aici aflându-se și fostul oraș-închis Leninsk, unde se aflau locuințele specialiștilor de la cosmodrom.

## Istoria republicii
Constituită pe 26 august 1920 ca RSSA Kirgiză, în componența RSFS Ruse. Pe 15 aprilie 1925 a fost redenumită RSSA Kazakă, iar pe 5 decembrie 1936 a devenit republică unională a URSS-ului cu numele de RSS Kazahă. În deceniile al șaselea și al șaptelea al secolului trecut, cetățenii sovietici de diferite naționalități au fost încurajați să se stabilească în republică, pentru a ajuta la introducerea în circuitul agricol al "pământurilor înțelenite". Influxul de noi veniți, în special ruși, dar și numeroși deportați, a schimbat compoziția etnică a republicii, nekazahii depășindu-i numericește pe băștinași. Printre cei mai numeroși noi veniți se aflau ucrainenii, germanii (8% din populație în momentul proclamării independenței, cea mai mare concentrare de germani din URSS), belarușii și coreenii. După proclamarea independenței, numeroși emigranți sau deportați din perioada stalinistă (sau urmașii lor) au părăsit republica.
Pe 10 decembrie 1991 RSS Kazahă a fost redenumită Republica Kazahstan, pentru ca șase zile mai târziu republica să-și proclame independența.

## Populația
În 1970, populația era compusă din:
- kazahi – 4.234.000
- ruși – 5.522.000
- ucraineni – 933.000

În nordul Kazahstanului, în zona deșertică trăiau:
- tătari – 288.000
- uzbeci – 216.000
- belaruși – 198.000
- uiguri – 121.000 și alții.